# Laona (condado de Forest)
Laona es un lugar designado por el censo ubicado en el condado de Forest en el estado estadounidense de Wisconsin. En el Censo de 2010 tenía una población de 583 habitantes y una densidad poblacional de 115,55 personas por km².

## Geografía
Laona se encuentra ubicado en las coordenadas 45°33′35″N 88°40′11″O / 45.55972, -88.66972. Según la Oficina del Censo de los Estados Unidos, Laona tiene una superficie total de 5.05 km², de la cual 5.05 km² corresponden a tierra firme y (0%) 0 km² es agua.

## Demografía
Según el censo de 2010, había 583 personas residiendo en Laona. La densidad de población era de 115,55 hab./km². De los 583 habitantes, Laona estaba compuesto por el 96.23% blancos, el 0.34% eran afroamericanos, el 1.54% eran amerindios, el 0% eran asiáticos, el 0.17% eran isleños del Pacífico, el 0.17% eran de otras razas y el 1.54% pertenecían a dos o más razas. Del total de la población el 0.86% eran hispanos o latinos de cualquier raza.